# 19式装輪自走155mmりゅう弾砲
19式装輪自走155mmりゅう弾砲（ひときゅうしきそうりんじそう155ミリりゅうだんぽう）は、防衛省が開発し陸上自衛隊が運用する装輪式自走榴弾砲である。開発時は火力戦闘車、2013 (平成25)年度からは装輪155mmりゅう弾砲と呼称されていた。

## 概要
陸上自衛隊の野戦特科部隊が装備するFH70 155mmりゅう弾砲の後継として開発された。
射撃および陣地変換の迅速化や戦術および戦略機動性の向上を図るため、FH70のような牽引式に替えて装輪式自走砲とし、低コスト化のために、99式自走155mmりゅう弾砲の砲部を活用する。また、火力戦闘指揮統制システム (FCCS)や観測ヘリコプターなどと高度にネットワーク化する。
火砲/車体などに既存技術を活用することから開発総経費は比較的低予算の約99億円とされる。2012年（平成24年）度予算での開発開始が見送られた後、2013年（平成25年）度予算で開発が認められ、2018年（平成30年）度まで開発が続けられた。
2018年（平成30年）5月31日に『装輪155mmりゅう弾砲（試作品）』が日本製鋼所から防衛装備庁へ納入され評価試験が開始された。
2019年（令和元年）8月における富士総合火力演習で初めて試作車両が一般公開された。
2020年（令和02年）5月における富士総合火力演習では、特科教導隊第4射撃中隊所属車両が参加した。
2022年（令和04年）5月における富士総合火力演習では、量産車両によって初めて実弾射撃が公開された。
2023年（令和05年）8月4日から、実働部隊への配備が開始された。

## 設計

### 車体
21世紀の砲兵戦では、対砲迫レーダー、火光標定、音源標定、無人偵察機などの各種観測装置と戦術データ・リンクの発達により、砲迫の攻撃を受けると瞬時に射撃位置が標定され、反撃が実施されるため、短時間の射撃の後に陣地変換をする必要性が高い（シュート・アンド・スクート）。19式装輪自走155mmりゅう弾砲が更新する予定のFH-70は牽引砲であるにもかかわらず自走が可能である点を特徴としていたが、その自走能力は限定的であり、また射撃体勢と自走体勢との間の転換に時間がかかる欠点があった。
本砲は、その問題解決のために火砲を大型のトラックと合体させ、射撃準備と撤収に必要な時間を削減した。

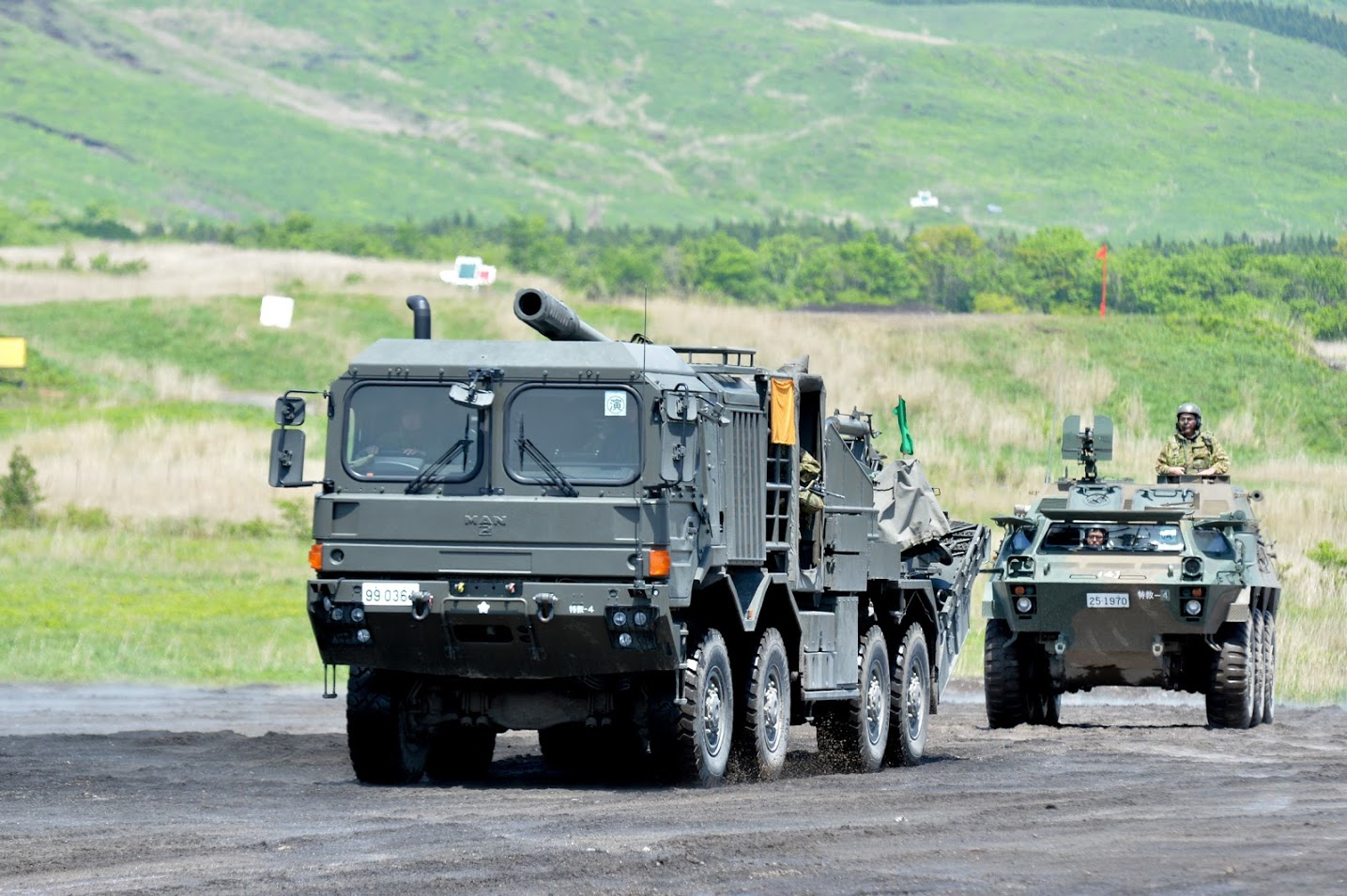
走行中の試作車
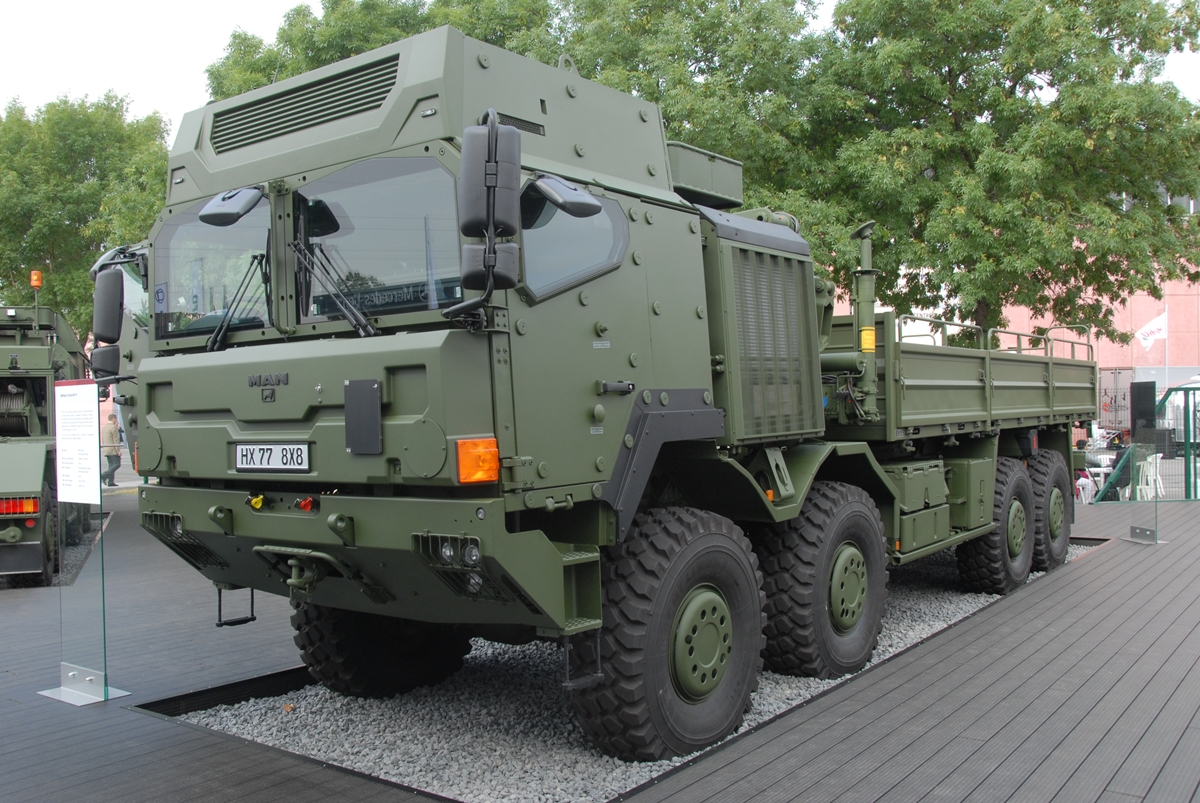
試作車両に採用されたHXシリーズの8×8輪仕様
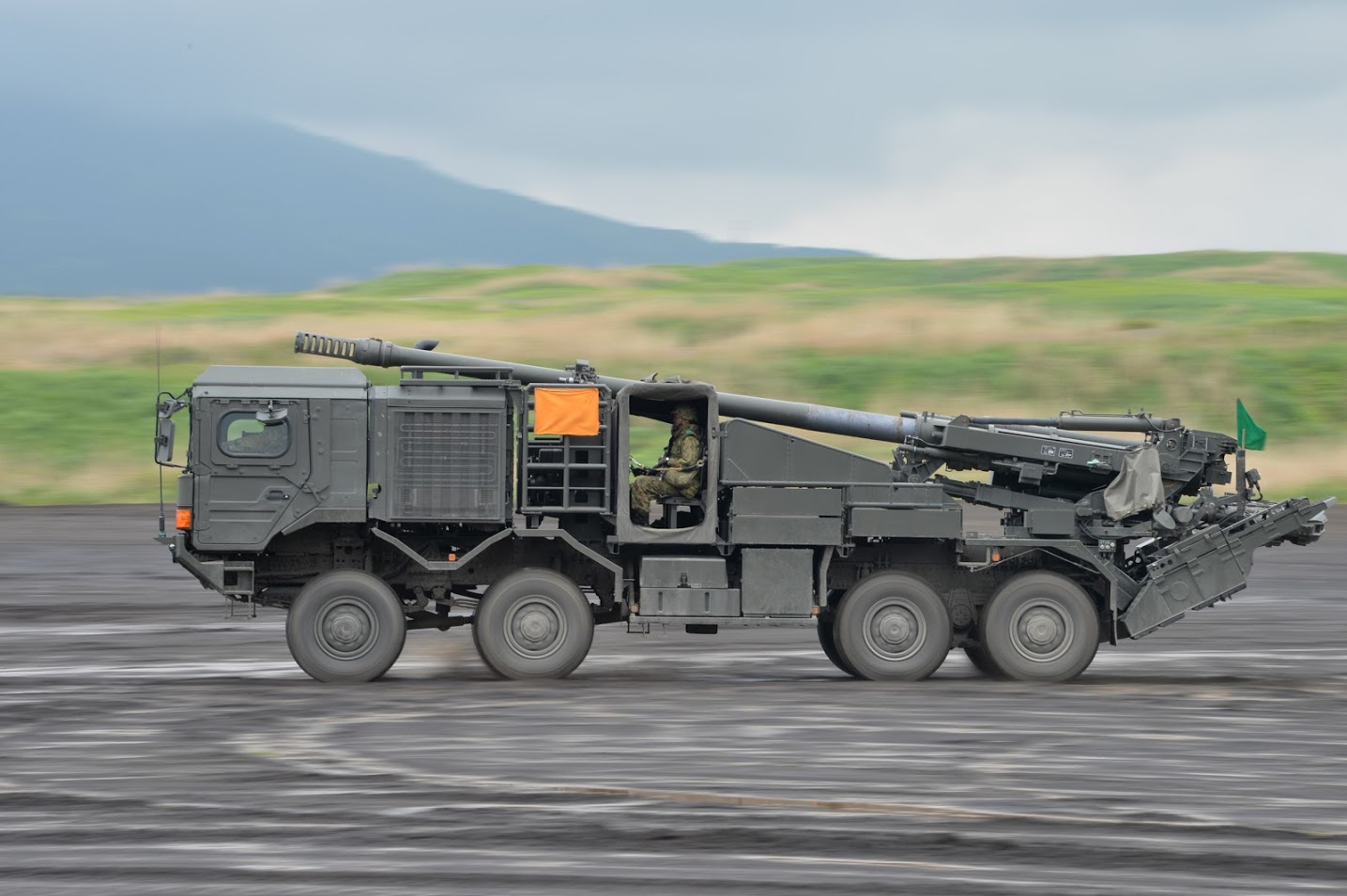
試作車の側面。地面にめり込ませる形のアウトリガーや排土板型の駐鋤を装備しない本車独特の駐鋤、車体中央部の一人用座席が確認できる

当初は重装輪回収車と共通の車体となる予定であったが、計画時の「火力戦闘車」から「装輪155mmりゅう弾砲」に名称が変更されて実際の試作車を製造するにあたり、車体をRheinmetall MAN Military Vehicles社製の8輪トラックに変更している。
量産型では日本製鋼所がRheinmetall MAN Military Vehicles社から輸入したHX Series軍用トラックに架装する形となっており、フロントウインドウの下に試作車ではMAN社のロゴであったが、量産型ではJSWの文字（Japan Steel Works：日本製鋼所）が入っている。
ただしこの種の榴弾砲全般の問題ではあるが、ヘリコプターを使った空輸が不可能になる等の欠点が存在する。
射撃の反動を吸収する装置として、試作車以降、底にスパイクを設置した平らな台形の駐鋤 (ちゅうじょ、スペード)を装備している。ただし鋤の文字に反して地面を掘り込んで固定せず、底面を地面に接地させるだけで反動吸収を可能にしている。このため、従来の装輪自走砲と異なり舗装地での射撃が可能である。
運転席は三人掛けベンチシートで、砲手5名のうち残る2名は、車体中央の左右に設けられた開放式の陣地転換時に用いられる一人用座席に分かれて乗る必要がある。運用は追従するトラックの2名と合わせた7名で行われる。
|          | 19式         | アーチャー  | カエサル          | ATMOS                         | ダナ                                  | ノーラ B-52                                  | G6-52       | 2S22         | RCH 155         | マルヴァ     |
| -------- | ------------ | ----------- | ----------------- | ----------------------------- | ------------------------------------- | -------------------------------------------- | ----------- | ------------ | --------------- | ------------ |
| 画像     |              |             |                   |                               |                                       |                                              |             |              |                 |              |
| 全長     | 11.21m       | 14.1m       | 10.0m             | 9.5m(本体)                    | 11.1m                                 | 11.0m                                        | 10.4m       | ?            | 10.4m           | 13.0m        |
| 全幅     | 2.5m         | 3.0m        | 2.55m             | 2.55m(本体)                   | 3.0m                                  | 2.95m                                        | 3.5m        | ?            | 2.99m           | 2.75m        |
| 全高     | 3.4ｍ        | 3.3-3.9m    | 3.7m              | ?                             | 2.85m                                 | 3.45m                                        | 3.4m        | ?            | 3.6m            | 3.1m         |
| 重量     | 25t以下      | 33.5t       | 17.7t             | 22t(参考)                     | 29t                                   | 34t(K-I) 25t(K2)                             | 46.5t       | 28t          | 39t以下         | 32t          |
| 最高速度 | 90km/h       | 65km/h      | 100km/h           | 80km/h(道路上) 30km/h(不整地) | 80km/h                                | 90km/h(道路上) 25km/h(砂利道) 15km/h(不整地) | 85km/h      | ?            | 100km/h(道路上) | 80km/h       |
| 乗員数   | 5名          | 3-4名       | 5名 （緊急時3名） | 4-6名                         | 5名                                   | 3-5名                                        | 3-5名       | 5名          | ?               | 5名          |
| 主砲     | 52口径155mm  | 52口径155mm | 52口径155mm       | 52口径155mm                   | 36.6口径152mm                         | 52口径155mm (砲室23L または25L)              | 52口径155mm | 52口径155mm  | 52口径155mm     | 47口径152mm  |
| 副武装   | －           | RWS×1       | －                | －                            | 7.62mm機銃 または 7.62mm/ 12.7mm RCWS | －                                           | －          | －           | －              | －           |
| 最大射程 | 不明         | 60km        | 50km              | 41km                          | 28km                                  | 58km 67km                                    | 67km        | 35-40km      | 40km            | 24.5km       |
| 発射速度 | 不明         | 8-9発/分    | 6-8発/分          | 4-9発/分                      | 5発/分                                | 6-12発/分                                    | 4発/分      | 4-8発/分     | 不明            | 7発/分       |
| 装填装置 | 自動アシスト | 自動        | 自動アシスト      | 自動アシスト                  | 自動                                  | 自動                                         | 自動        | 自動アシスト | 自動            | 自動アシスト |
| 装甲     | 不明         | ○           | △                 | △                             | ○                                     | ○                                            | ○           | ○            | ○               | △            |
| 備考     | [ 注 17 ]    |             | [ 注 18 ]         | [ 注 19 ]                     | [ 注 20 ]                             | [ 注 21 ]                                    |             |              | [ 注 22 ]       |              |

### 砲
搭載砲は、99式自走155mmりゅう弾砲に搭載した155mm52口径榴弾砲の技術を流用すると発表されており、想像図・写真でも反動を低減させる砲口制退器が99式自走155mmりゅう弾砲と同じものであることが確認できる。排煙器(エバキュエーター) は排煙の戦闘室への逆流対策をする必要がなく取り外された。砲身の基部には大型の駐退復座装置が確認できる。
砲塔は全周旋回は不可能だが、ある程度は旋回でき、車体を動かさずともその場である程度の範囲の目標に対し射撃できるようになっている。

#### 使用弾
使用砲弾は未発表だが基本的に99式自走155mmりゅう弾砲の砲と同等性能であり、砲弾や装薬も同じものが使用可能であるという。このため、陸上自衛隊で採用されたM107やL15のような榴弾に加えて照明弾や発煙弾と言った弾種が使用可能と考えられる。
信管については自衛隊が公開しておらず不明だが、諸外国と同じく弾着後に起爆する瞬発式や、曳火射撃に使用する時限式やCVT（レーダー）式を使用すると思われる。

### 装填装置

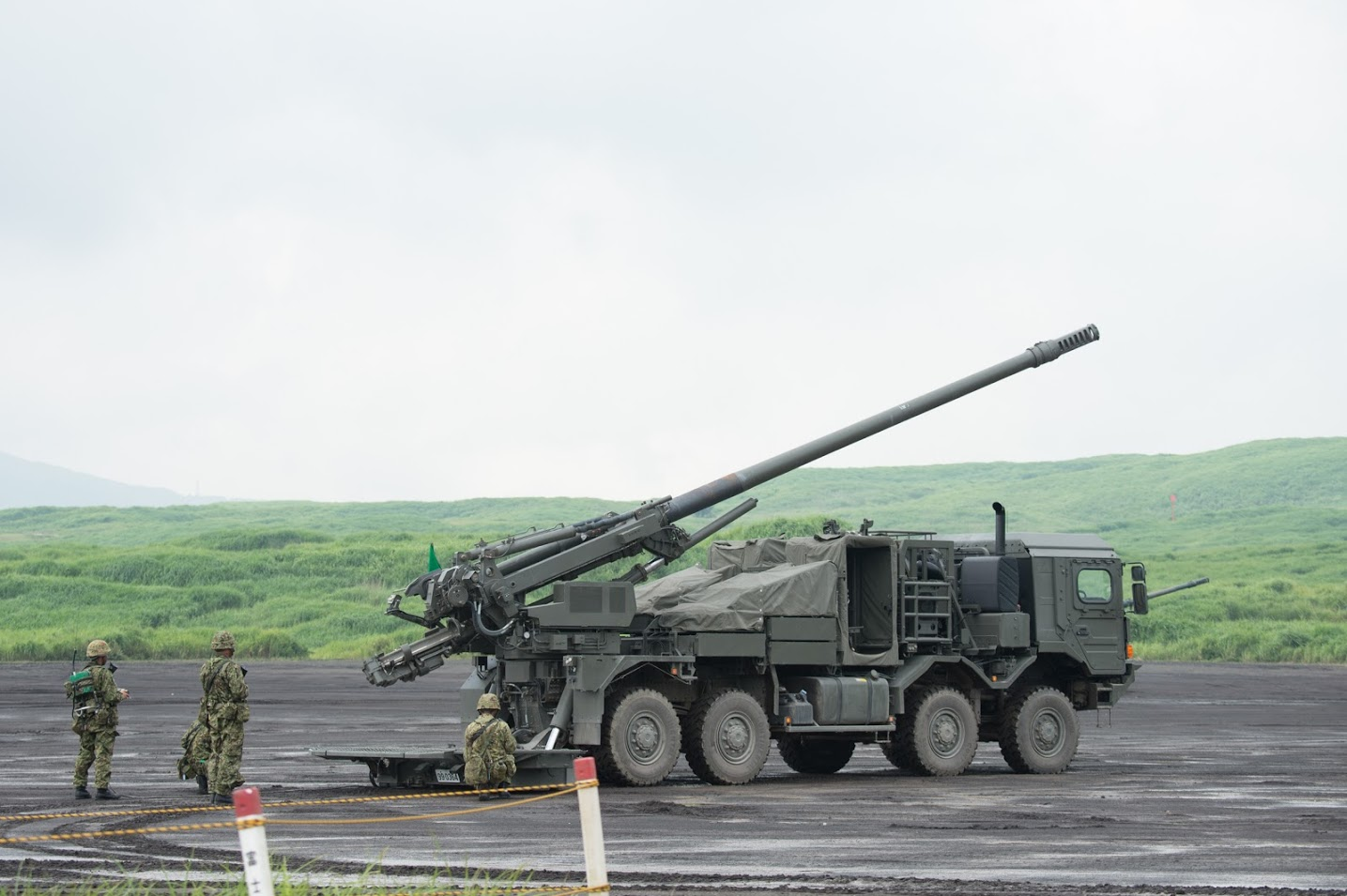
射撃体勢の試作車、砲尾から伸びているのが砲弾装填装置

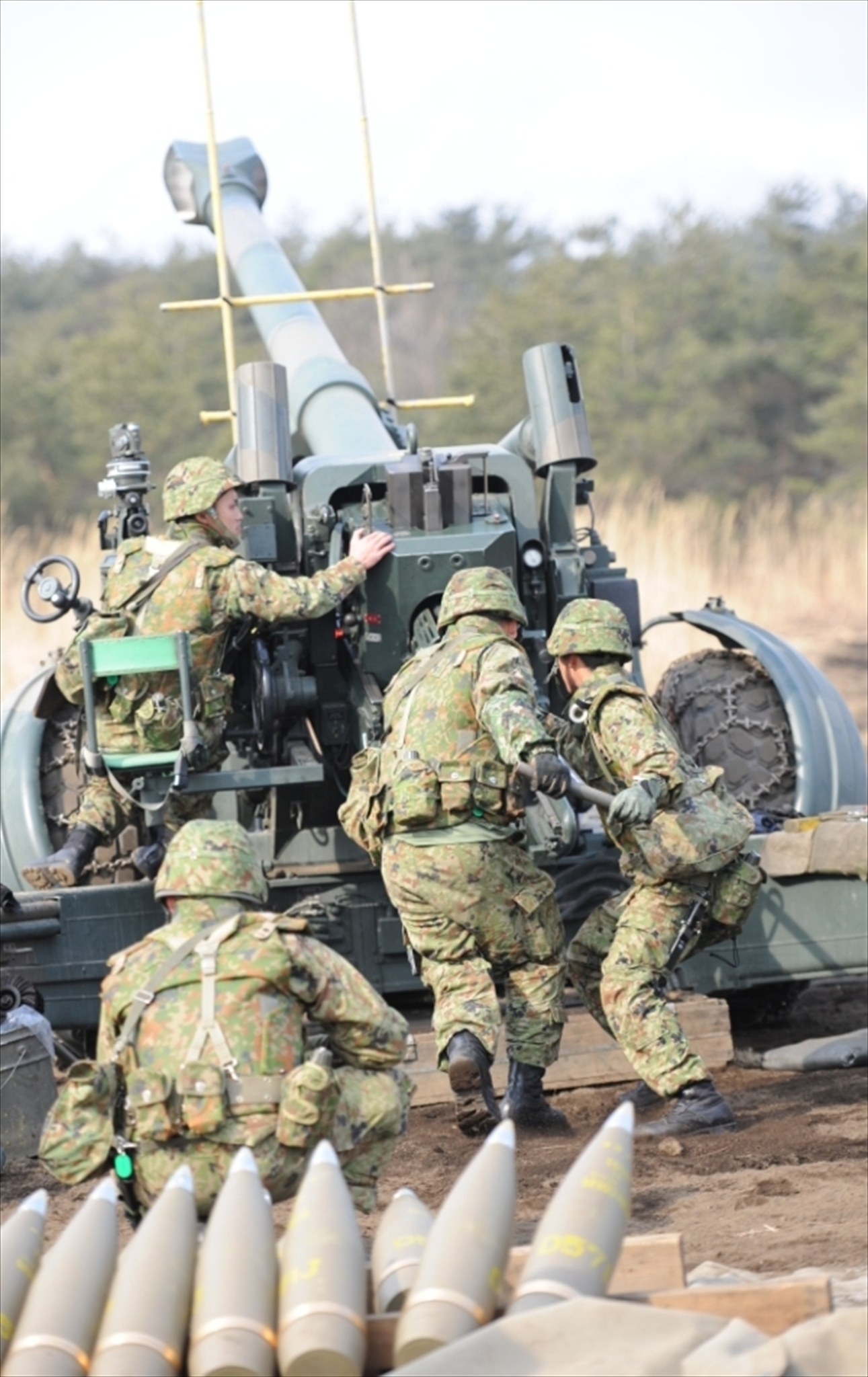
FH70の砲弾装填の様子。2名の隊員が槊杖を使って砲弾を薬室に押し込んでいる。

榴弾砲は射距離を細かく調節する関係上、装薬の量を調整する必要があり、砲弾（信管含む）、装薬、火管はすべて別々に装填される。
FH70や75式自走155mmりゅう弾砲は特定の射角でのみ装填可能な固定角装填方式を採用したため、射撃毎に装填位置に砲身を動かす必要があったが、99式自走155mmりゅう弾砲は射撃の際に砲身を動かしておらず、いかなる角度でも装填が行えると見られる。この方式は射撃速度が速くなるため、近年の榴弾砲でよく見られる1門の火砲の連続射撃によって「同時弾着射撃 (Time On Target, TOTもしくはMultiple Rounds Simultaneous Impact, MRSI)」を実施する際に重要な要素となるが、本砲において採用されるのかは不明。
本砲では装輪式で高い機動性を確保することに主眼が置かれており、車重およびサイズの兼ね合いから全自動装填装置の採用は見送られ、砲弾のみ自動、装薬は手動の半自動装填となっている。
閉鎖機はFH-70では垂直鎖栓式を採用していたが、19式装輪自走155mmりゅう弾砲の試作車では断隔螺式閉鎖機を採用した。
|          | FH70 | カエサル | アーチャー   |
| -------- | --- | --- | ------------ |
| 閉鎖機   | 垂直鎖栓（させん）式 | 断隔螺式 | 垂直鎖栓式   |
| 装薬     | 薬嚢式 | モジュラー式 | モジュラー式 |
| 火管     | 弾倉式 | 弾倉式（リボルバー型） | 弾倉式       |
| 装填方法 | ①閉鎖機をラチェットで開放する ②砲弾を装填トレイに人力で載せる ③槊杖（さくじょう; ラマー）で薬室に装填 ④装薬を手込し閉鎖機を閉鎖 ⑤レバー操作で弾倉から火管が装填される | ①閉鎖機を自動で開放する ②砲弾を装填トレイに人力で載せる ③自動的に薬室に装填 ④装薬を手込し閉鎖機を閉鎖 ⑤火管が自動装填される | 全自動       |

### 射撃方法

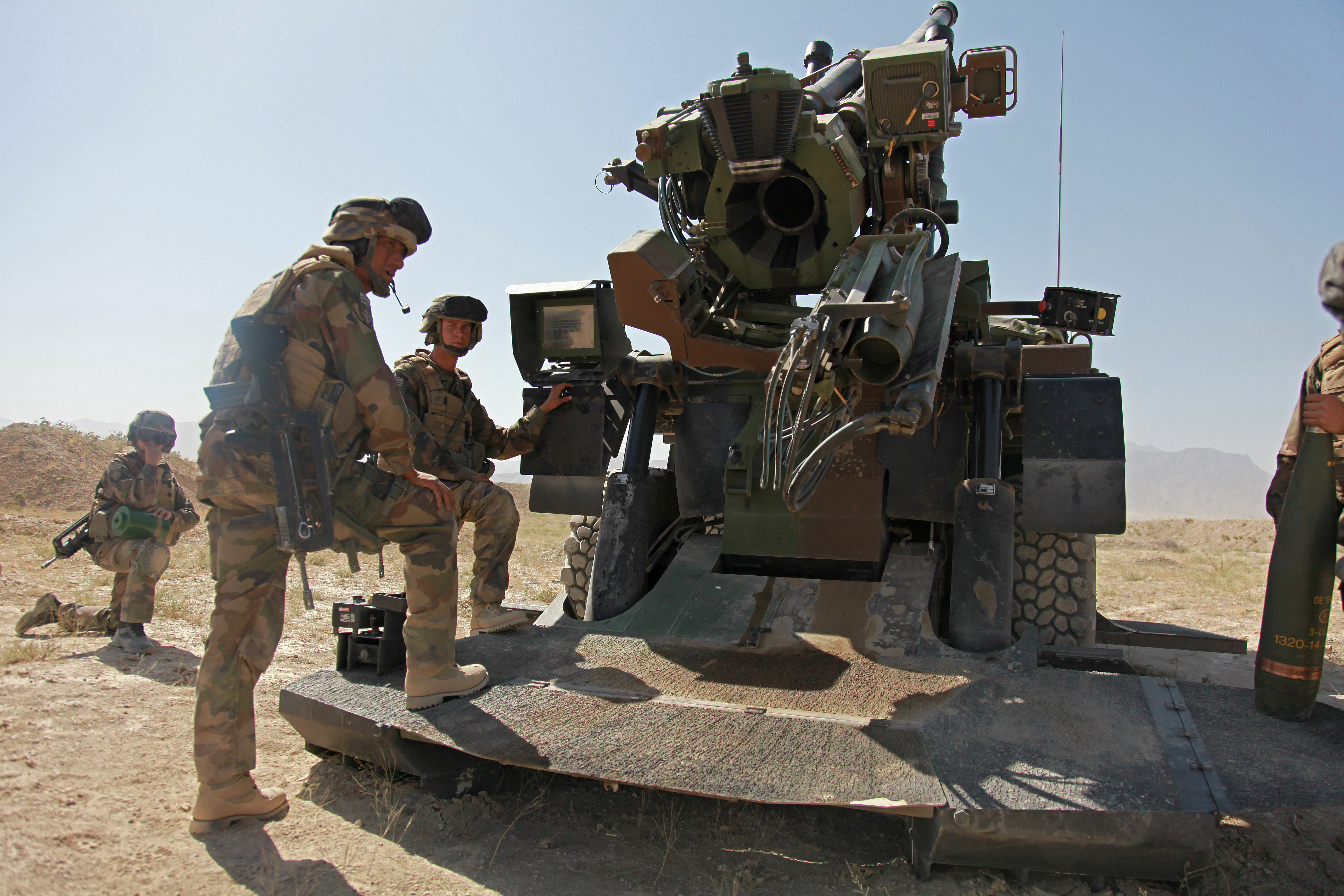
後方から撮影したカエサルの画像。砲の左側にタッチパネル式の照準システムが確認できる。

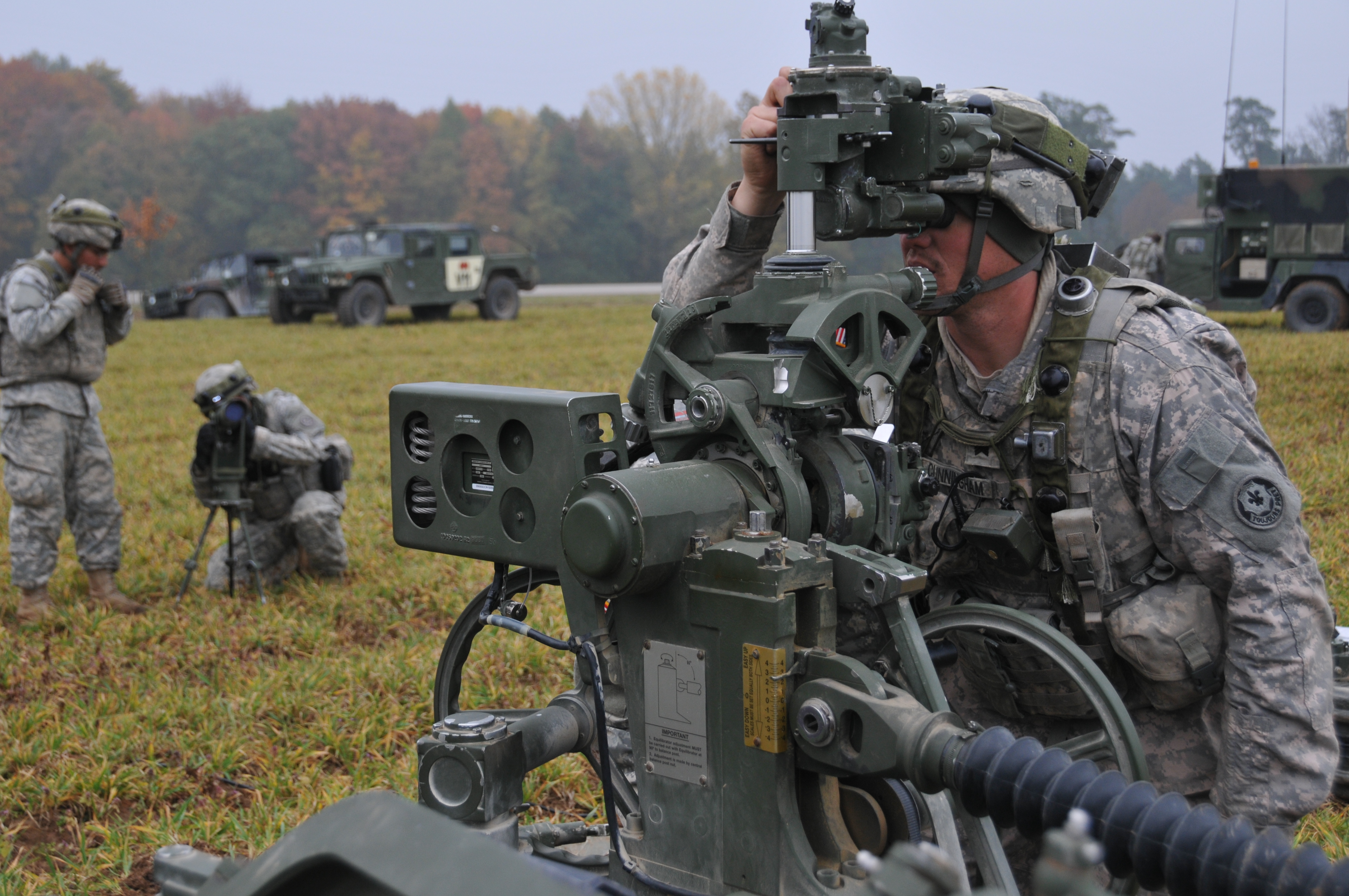
M777に搭載されたパノラマ眼鏡を使用してコリメーター設置を行うアメリカ陸軍の兵士

榴弾砲は間接照準射撃（目視できない敵に対する射撃）用の砲であり、自衛目的などで行われる直接照準射撃（敵を目視して行う射撃）を除いては基本的に単体で照準を行うことが出来ない。敵および弾着の確認を行う射弾観測部隊、目標の確定と射撃部隊の選択を行う火力調整所 (FSCC)、射撃に使用する方位角や射角を計算する射撃指揮所(FDC)、そしてそれらの部隊と射撃部隊を繋ぐ通信システムが射撃で必要となる。
本砲が更新する予定のFH-70は、自己位置の評定に測量が必要で、射撃に必要な方位角の入力(射向付与)には、方向盤(Aiming Circle、方位磁針により正確な方位角を測定する装置)と各火砲に搭載したパノラマ眼鏡の反覘（はんてん）法および照準点となるコリメーターや標桿等の設置が必要となる。またFDCで計算された射角や方位角、信管の調整は無線や有線により音声で各火砲に伝えられていた。
このような人間によるアナログ方式の照準は陣地進入から射撃までの時間がかかり、また諸元の入力ミスや弾着の誤差が発生しやすい欠点がある。北大西洋条約機構や陸上自衛隊で射撃に使用される単位「ミル」は、円周を6400等分した単位で、1ミル間違えるだけで1km先で約1m、10km先では約10mの弾着のズレが生じる。2013年（平成25年）には北海道の矢臼別演習場で訓練を行ったアメリカ海兵隊がパノラマ眼鏡の操作を誤り20度ずれた状態で射撃を行う事件も発生した。
この問題を解決するため、他国では慣性航法装置 (INS)や衛星測位システムを使用する照準システムや射撃諸元の送信機能を有する戦術データ・リンクが開発されており、「カエサル」や「アーチャー」等の自走榴弾砲に関してはパノラマ眼鏡などのアナログシステムを一切搭載していない。
19式装輪自走155mmりゅう弾砲では火力戦闘指揮統制システム (FCCS) 等から得た目標の位置情報や座標などをタブレット端末からタッチパネル入力するだけで照準が可能である。また、システム故障や情報伝達が困難な状況に備えてコリメーターなども装備した。
|        | 測量および反覘法                                                                              | 慣性航法装置                                                             | 衛星測位システム                                                            |
| ------ | --------------------------------------------------------------------------------------------- | ------------------------------------------------------------------------ | --------------------------------------------------------------------------- |
| 仕組み | 観測部隊による測量で自己位置を測定し、パノラマ眼鏡 方向盤、コリメーター等で方位角を入力する。 | 加速度計とジャイロスコープによって 自己位置や方位角を測定する。          | 航法衛星が航法信号を送信し それを受信することで自己位置や方位角を測定する。 |
| 利点   | ①通信妨害の影響を受けない ②電源や動力装置が不要                                               | ①通信妨害の影響を受けない ②移動中も測位可能                              | ①移動中も測位可能 ②準天頂衛星システムにより更なる精度向上が見込める         |
| 欠点   | ①大量の時間、機材、人員を要する ②使用者の練度が精度に影響を与える                             | ①移動距離に比例して精度が悪化する ②定期的にGPSや測量による座標更新が必要 | ①通信妨害の影響を受ける ②ASATで衛星が破壊される危険がある                   |

|          | FH70 | カエサル / アーチャー                                                                                                |
| -------- | --- | --- |
| 照準方法 | ①火砲の座標、高度等を測量で確認する ②方向盤と火砲のパノラマ眼鏡を相互照準させ、正確な方位角を火砲に入力する ③射撃中の照準点となるコリメーターや標桿等を設置する ④FDCから音声で送信された方位角と射角を旋回ハンドルを使って照準する | ①GPS、INSを使ったシステムで自己位置と方位角を測定する ②FDCからデータリンクで送信された方位角と射角を自動的に照準する |

## 配備
| 予算計上年度         | 調達数 | 予算額 括弧は初度費（外数） |
| -------------------- | ------ | --------------------------- |
| 平成31年度（2019年） | 7両    | 51億円(17億円)              |
| 令和2年度（2020年）  | 7両    | 45億円                      |
| 令和3年度（2021年）  | 7両    | 45億円                      |
| 令和4年度（2022年）  | 7両    | 44億円                      |
| 令和5年度（2023年）  | 0両    | 0円                         |
| 令和6年度（2024年）  | 16両   | 149億円                     |
| 令和7年度（2025年）  | 14両   | 140億円                     |
| 合計                 | 58両   | 474億円(17億円)             |

### 配備部隊・機関
陸上自衛隊富士学校
- 特科部
- 富士教導団
  - 特科教導隊 - 第4射撃中隊

陸上自衛隊武器学校
西部方面隊
- 第2特科団
  - 西部方面特科連隊[13][14][15][16]
    - 第1特科大隊
    - 第2特科大隊
    - 第3特科大隊
- 西部方面混成団
  - 第5陸曹教育隊[17][14] - 特科教育中隊

配備歴
- 2022年（令和4年）3月17日
  - 特科教導隊第4射撃中隊：部隊改編。
- 2023年（令和5年）8月4日
  - 西部方面特科連隊第1特科大隊
  - 第5陸曹教育隊特科教育中隊
- 2024年（令和6年）9月13日
  - 西部方面特科連隊第2特科大隊
- 2025年（令和7年）7月24日
  - 西部方面特科連隊第3特科大隊